# إليزابيث فارنيزي
إليزابيث فارنيزي (الإيطالية: Elisabetta Farnese، الإسبانية: Isabel de Farnesio؛ 25 أكتوبر 1692 - 11 يوليو 1766)؛ كانت ملكة إسبانيا باعتبارها زوجة فيليب الخامس مارست تأثيراً كبيراً على السياسة الخارجية في إسبانيا، وكانت في الواقع الحاكمة في إسبانيا من 1714 حتى 1746. من 1759 حتى 1760، كانت بصفة نائبة لجلالة الملك.

## السيرة الذاتية
ولدت اليزابيث في قصر ديلا بيلوتا في بارما، هي ابنة إدواردو فارنيزي، أمير بارما الوراثي ودوروثيا صوفي من نيوبورغ، أصبحت إليزابيث في وقت لاحق وريثة للعروش والدها وأيضا بعد وفاة عميها فرانشيسكو وأنطونيو على حد سواء بلا أبناء.
أثيرت اليزابيث في عزلة في شقة في قصر في بارما. كان لديها علاقة صعبة مع والدتها، والدته الأرملة تزوج من عمها الدوق فرانشيسكو، وكما إنها تستطيع التحدث والكتابة باللاتينية، والفرنسية، والألمانية، وكما درست في الخطاب، والفلسفة والجغرافيا والتاريخ، ولكن يقال أنها وجدت مصلحة في دراستها تفتقر المصالح الفكرية كانت طالبة أفضل داخل مدرسة الرقص وتتمتع بالموسيقى والتطريز، نجت من الجدري بعد وقت قصير من حرب الخلافة الإسبانية.
بسبب عدم وجود ورثة من الذكور لوالدها ولعميها، كانت أخر شخص من هذه السلالة، أجريت التحضيرات لخلافة دوقية بارما في خط الإناث من خلالها. وبالتالي قدموا العديد من المقترحات الزواج فيتوريو أميديو أمير بيمونتي وفرانشيسكو ديستي، أمير مودينا الوراثي، ولكن المفاوضات أصبحت الفاشلة في نهاية المطاف، كانت دوقية بارما فيما بعد كنت ورثت من قبل ابنها الأكبر، إنفانتي كارلوس. بعد اعتلائه للعرش الإسباني، وافق على انتقل اللقب إلى ابنها الثالث "أي أخوه الأصغر"، إنفانتي فيليبي، وهو الذي أسس دعائم بيت بوربون-بارما.
في 16 سبتمبر 1714 كانت متزوجة من قبل وكيل في بارما من فيليب الخامس ملك إسبانيا. تم ترتيب الزواج من قبل السفير بارما، الكاردينال ألبروني بموافقة من برينسيس دي أورسينس رئيس بلدية كامرير دي بالاسيو من ملك إسبانيا. تم ترتيب الزواج بسبب الحاجة الجنسية فيليب الخامس، كما منعته وازع ديني له من وجود علاقة جنسية خارج إطار الزواج: كان قد أصر على حقوقه الزوجية تقريبا حتى الأيام الأخيرة من حياة قرينته السابقة ماريا لويزا من سافوي  كما أنها إليزابيث خيارا لفيليب الخامس بسبب المصالح الإسبانية التقليدية في المحافظات الإيطالية، كما أنها كانت وريث عرش بارما. أبلغ سفير بارما إليزابيث أن الملك يرغب في أن يحكم من قبل الآخرين، وأنها ستكون ملكة غير سعيدة إلا إذا أخذت بسرعة السيطرة، وأنها من شأنه أن يكون محبوباً من قبل الشعب الإسباني إذا قامت إزالة تأثير الجانب الفرنسي. غادرت اليزابيث بارما في سبتمبر وسافرت إلى إسبانيا عن طريق البر ومع حاشيتها، وفي طريقها إلى إسبانيا، التقت أمير موناكو والسفير الفرنسي، الذي قدم لها هدايا من ملك فرنسا. قضت إليزابيث عدة أيام في بايون في نوفمبر ضيفاً على خالتها، ماريا آنا الملكة الأرملة من إسبانيا. على الحدود الفرنسية-الإسبانية، وقد التقت هي أيض السفي بارمي الذي قضى عدة أيام محذرا لها عند القصر. وعند مداخل إلى إسبانيا، رفضت المشاركة مع حاشيتها الإيطالية في مقابل واحدة من الإسبانية، كما كان في الأصل المخطط لها.